# Ваджихиды
Ваджихиды — арабская династия, которая правила побережьем Омана в начале-середине X века н. э. Их столицей был город Сухар.

## История
Происхождение и история династии практически неизвестны. Они могут происходить, как из Омана, так и из Бахрейна, и они возможно связаны с Ахмадом ибн Хилалом — предыдущим правителем Омана от Аббасидского халифата. В любом событии 929 года правителем побережья Омана упоминается Юсуф ибн Ваджих — первый член династии.
Ваджихиды не обладали полным контролем над Оманом. В горах правили ибадитские имамы, центром которых была Назва. Они противостояли ваджихидскому режиму, а их целью было поддержание независимости. Вдобавок, соседствующие Карматы из Эль-Хаса стремились завладеть Сухаром, поэтому карматские набеги в Оман были нередким событием. Ваджихиды смогли справиться с этими угрозами, сочетая силу и дипломатию и против ибадитов, и против Карматов. Политика Ваджихидов в плане отношений с соседними силами была оппортунистической, они признали сюзеренами Аббасидов и Карматов в разные периоды своего правления.
Сухар, также как и Сираф — один из главных портов Персидского и Оманского заливов, процветал во время правления Ваджихидов. Город стал главным центром международной торговли и главным городом Омана. Ваджихиды активно работали над улучшением экономического статуса города.
Ваджихиды известны благодаря двум нападениям на Басру. Первый поход произошел в 943 году из-за чрезмерных басранских пошлин на оманские суда. Ваджихидское войско перешло через Тигр и заняло Эль-Убулла, но поход провалился, когда правители Басры уничтожили большую часть ваджихидского флота. Второй поход состоялся в 951-2 году, Ваджихиды и их союзники — Карматы пошли на Басру, которое теперь управлял эмир Ахмад ибн Бувайх из династии Буидов. Ваджихиды вновь потерпели поражение, так как защита города была слишком сильна.
Юсуф ибн Ваджих наследовал своему сыну Мухаммеду, который в свою очередь наследовал своему брату Умару. Ваджихидское правление внезапно закончилось, когда в 962 году мавла династии Нафи убил Умара. После этого Нафи захватил власть над Оманом, и на несколько следующих лет в государстве воцарилась анархия, которая закончилась с прибытием Буидов и созданием Буидской провинции Омана.

## Правители
Точную хронологию правления Ваджихидов трудно установить. Деньги, которые они чеканили во время своего правления важны для составления списка правителей. Отталкиваясь от имеющихся нумизматических данных, правителями были:
- Юсуф ибн Ваджих, 926 или 929—945
- Мухаммед ибн Юсуф, 945
- Умар ибн Юсуф 950—962 или 965

Абдулрахман Аль-Салими предлагал иную хронологию:
- Ахмад ибн Хилаль, 898—929
- Юсуф ибн Ваджих, 926—952
- Мухаммед ибн Юсуф, 942—951, как соправитель своего отца
- Умар ибн Юсуф, 952—962, но посмертно считался правителем до 965[5]